# Serooskerke (Schouwen-Duiveland)
Serooskerke (Zeeuws: Seêskerke) is een klein dorp op het eiland en in de gemeente Schouwen-Duiveland, in de Nederlandse provincie Zeeland. Het dorp had 265 inwoners op 1 januari 2023.
Het dorp heeft de vorm van een ringdorp en kent vier straten die zich vanaf het kerkplein uitstrekken. Het dorp wordt voor het eerst genoemd in de 13e eeuw als Sheralardskindskerke, gesticht door de kinderen van ene heer Alard. Via de schrijfwijze Tseroirtskercke in de 15e eeuw is dit uiteindelijk Serooskerke geworden.
Op Walcheren in de gemeente Veere ligt ook een dorp met de naam Serooskerke. Beide plaatsen waren eigendom van het geslacht Van Tuyll van Serooskerken. Ter voorkoming van verwarring worden soms de namen van de eilanden toegevoegd aan de plaatsnaam: Serooskerke (Schouwen) en Serooskerke (Walcheren); het toevoegen van de namen van de gemeenten is veel minder gebruikelijk.
Tijdens de watersnood van 1953 ontstond bij de haven van Serooskerke, de buurtschap Schelphoek een dijkdoorbraak waardoor de polder Schouwen onder water liep. Bij het herstel moest circa 150 hectare worden buitengedijkt en ontstond het natuurgebied de Schelphoek Tot 1961 was het een zelfstandige gemeente, waarna het tot 1997 deel uitmaakte van de gemeente Westerschouwen. Ieder jaar op de derde zaterdag van maart wordt in Serooskerke straô gehouden.
Serooskerke telt drie rijksmonumenten.

## Foto's

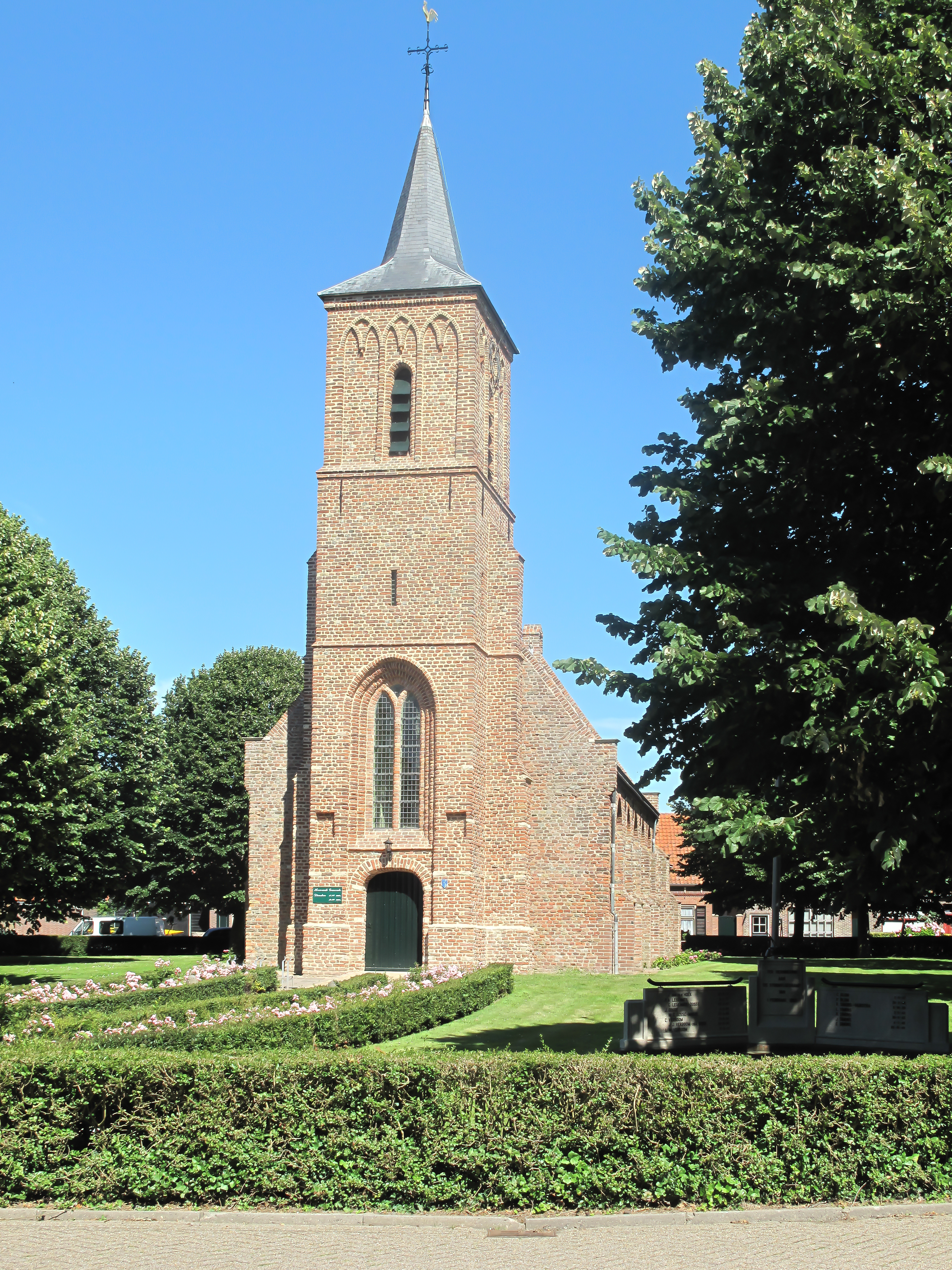
Hervormde kerk